# José Miguel de la Cueva y de la Cerda
José Miguel de la Cueva y de la Cerda (Madrid, 26 de diciembre de 1775-Londres, 18 de febrero de 1811) fue un aristócrata, militar y diplomático español titular de la Casa de Alburquerque y de la Casa de Siruela, destacado por su papel en la guerra de la Independencia, en la batalla del Portazgo en la defensa a Cádiz.

## Biografía
Nacido en Madrid en 1775, fue hijo de Miguel de la Cueva y Enríquez de Navarra, XIII duque de Alburquerque, XII marqués de Cuéllar y IV de la Mina, XVI conde de Siruela, XIII de Ledesma, XIII de Huelma y VII de Pezuela de las Torres, tres veces grande de España, y de su mujer Cayetana María de la Cerda y Cernesio Odescalchi, de los condes de Parcent.
Fue teniente general de los Reales Ejércitos, caballero de la Orden de Santiago, comendador de Villoria, gran cruz de la Orden de Carlos III y gentilhombre de cámara con ejercicio y servidumbre de Carlos IV. Durante el transcurso de la guerra de la Independencia participó en varias contiendas, siendo destacada su actuación en la defensa de la plaza de Cádiz. Tras las desavenencias surgidas con la Junta Militar, fue enviado como embajador en Londres ante Jorge III de Inglaterra, donde fue muy bien recibido y entabló amistad con Arthur Wellesley, duque de Wellington. Desde allí envió su conocido Manifiesto del Duque de Alburquerque acerca de su conducta con la Junta de Cádiz y arribo del exército de su cargo a aquella plaza. Murió ejerciendo el cargo el 8 de febrero de 1811, y a su funeral asistieron todos los ministros británicos, los embajadores, ministros extranjeros, la nobleza inglesa y extranjera y, sobre todo, los españoles residentes en Londres.

## Matrimonio y sucesión
Había casado con Escolástica Gutiérrez de los Ríos y Sarmiento, hija de los VI condes de Fernán Nuñez, de la que solo tuvo una hija, que no pudo suceder en los títulos nobiliarios de su padre, y dos hijos naturales fuera de su matrimonio, que por no ser legítimos tampoco tenían derechos sucesorios. Por ello se inició un largo pleito de más de veinte años, que otorgó el mejor derecho de sucesión a Nicolás Osorio y Zayas, marqués de Alcañices, como pariente más cercano por ser descendiente de Ana Catalina de la Cueva y de la Cerda, VI marquesa de Cadreita (hija de Francisco Fernández de la Cueva, X duque) cuya hija María Dominga Spínola de la Cueva casó con Manuel Juan Osorio Velasco Guzmán y Vega, XIV marqués de Alcañices.